# Steintor (Tribsees)

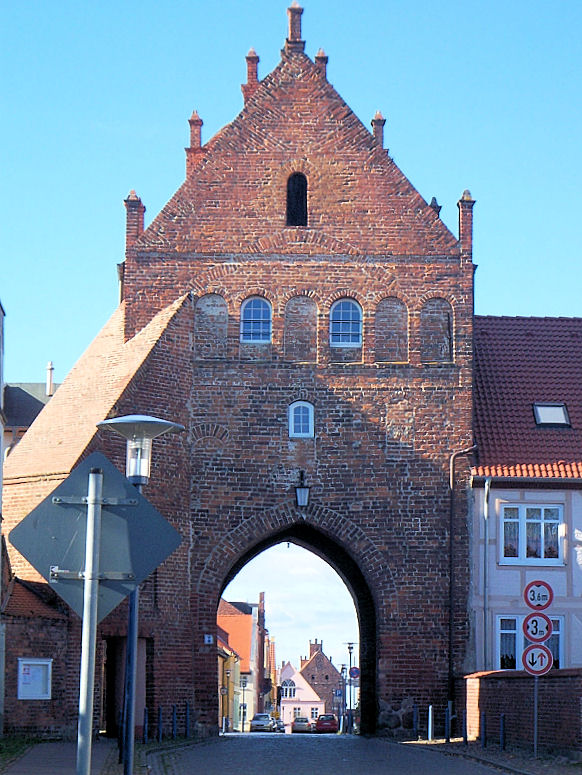
Das Steintor von der Feldseite aus gesehen

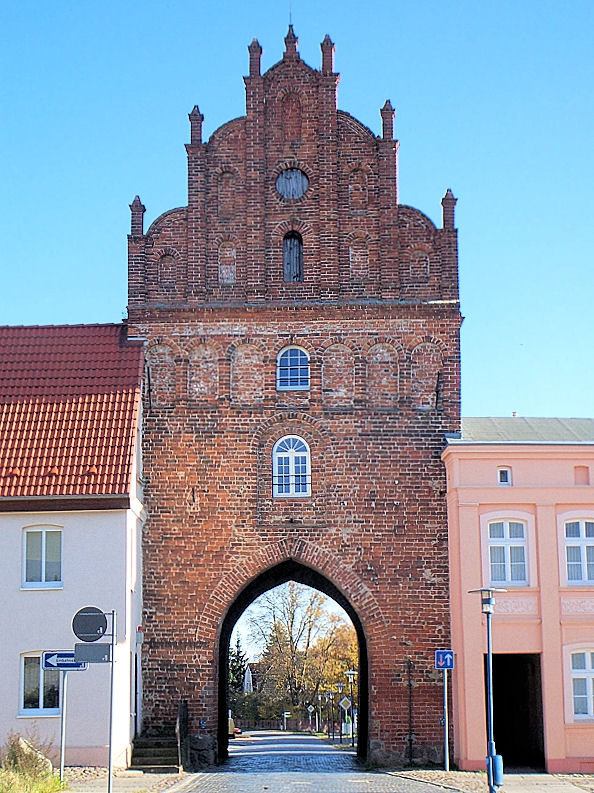
Das Steintor von der Stadtseite aus gesehen

Das  Steintor, auch Grimmener Tor, in Tribsees ist eines der zwei noch vorhandenen Tore der Wehranlage, welche die Stadt umgab. Das gotische dreigeschossige Backsteintor aus dem 13. Jahrhundert wurde auf einem Feldsteinsockel errichtet und sicherte die Straße nach Grimmen ab.
Das Tor verfügt über eine spitzbogige Durchfahrt. Das Tor hat wenig Zierschmuck, so fehlen Putzblenden gänzlich. An der Feldseite sind die Obergeschosse durch Putzbänder getrennt. Untypischerweise ist die Stadtseite mehr verziert. Dies lässt sich aber folgendermaßen erklären: Es handelte sich bei dieser Anlage um eine Doppeltoranlage. Das Tor mit der stadtauswärtsgewandten Schmuckseite ist aufgrund Abriss in zurückliegenden Jahrhunderten nicht mehr vorhanden. Im oberen Geschoss befinden sich gereihte, zum Teil mit Fenstern versehene Rundbogenblenden, ebenso unter dem mit Eckfialen besetzten Giebel. Die Stadtseite wird durch Blendarkaden und einem gestaffelten Lünettengiebel mit Fialenabschluss geschmückt. Hier befinden sich vier übereinander angeordnete Fenster. An der Südostecke (linke Feldseite) befindet sich ein übereck gestellter Strebepfeiler mit der Jahreszahl 1732.
Während eines Brandes im Jahr 1702 wurde das Tor schwer beschädigt. Beim Aufbau wurden teilweise größere Veränderungen am Turm vorgenommen. Zwischen 1991 und 2007 war im Tor das Heimatmuseum untergebracht.